# Llista de composicions de Wolfgang Amadeus Mozart
Aquesta és una llista selectiva de les obres de Wolfgang Amadeus Mozart, que s'agrupen per tipus de composicions. El catàleg Köchel conté una relació completa però sense cap agrupació i ordenada cronològicament.
Wolfgang Amadeus Mozart fou un compositor molt prolífic i va escriure en molts gèneres musicals diferents. Potser la seva obra més coneguda són les òperes, els concerts per a piano, les sonates per a piano, les simfonies, els quartets de corda i els quintets de corda. Mozart va escriure també moltes obres per a piano sol, música de cambra, misses i altres obres sacres. A més, va compondre nombroses danses, divertiments, serenates i diverses formes de música per a l'entreteniment.
Sobre la numeració de les composicions de Mozart cal fer algunes consideracions prèvies:
- La indicació «K.» (o «KV.») es refereix al Köchel Verzeichnis (catàleg Köchel), és a dir, el catàleg (més o menys) cronològic que ordena les obres per data de composició que va elaborar Ludwig von Köchel. Aquest catàleg ha estat modificat en diverses ocasions, el que aporta una certa desorientació pel que fa a diversos numeracions K.
- Les composicions de Mozart que s'enumeren a continuació s'agrupen per temes, és a dir, segons el tipus d'obra. No tots els grups temàtics de les obres de Mozart tenen una numeració diferenciada: Köchel numera les simfonies del número 1 al 41, els concerts per a piano del número 1 a 27 (deixant de banda algunes transcripcions primerenques de Mozart) i alguns altres grups d'obres (les sonates per a violí, les sonates per a piano, les serenates, etc.). Però per la majoria de la música de cambra i la música vocal no hi ha cap numeració; o almenys no n'hi ha cap d'acceptada.
- Poques composicions de Mozart tenen un número d'opus, ja que relativament poques de les seves composicions foren publicades en vida del compositor; de manera que numeració les seves composicions pel nombre d'opus resulta poc pràctic.

## Simfonies
La producció simfònica de Mozart cobreix un interval de 24 anys, des de 1764 fins al 1788. Mozart no va escriure només les 41 simfonies numerades en les edicions tradicionals; els especialistes creuen que existeixen fins a 68 obres completes d'aquest tipus. No obstant, per convenció, s'ha conservat la numeració original i per aquest motiu la seva darrera simfonia encara es coneix com la «núm. 41». Algunes de les simfonies, la núm. 31 K. 297, núm. 35 K. 385 i la núm. 40 K. 550 foren revisades per l'autor amb posterioritat a les primeres versions.

### Simfonies d'infantesa (1764–1771)
Aquests són els simfonies numerades de la infantesa de Mozart.
- Simfonia núm. 1 en mi♭ major, K. 16 (1764)
- Simfonia núm. 2 en si♭ major, K. 17 (1765?)[nota 1]
- Simfonia núm. 3 en mi♭ major, K. 18 (1767?)[nota 2]
- Simfonia núm. 4 en re major, K. 19 (1765)
- Simfonia núm. 5 en si♭ major, K. 22 (1765)
- Simfonia núm. 6 en fa major, K. 43 (1767)
- Simfonia núm. 7 en re major, K. 45 (1768)
- Simfonia núm. 8 en re major, K. 48 (1768)
- Simfonia núm. 9 en do major, K. 73/75a (1769-70?)
- Simfonia núm. 10 en sol major, K. 74 (1770)
- Simfonia núm. 11 en re major, K. 84/73q[nota 3]
- Simfonia núm. 12 en sol major, K. 110/75b (1771)
- Simfonia núm. 13 en fa major, K. 112 (1771)

També hi ha diversos simfonies "no numerades" d'aquest període. Moltes d'elles se'ls va donar un número a partir del 41, no respectant l'ordre cronològic. En una edició antiga de les obres de Mozart (Mozart-Werke, 1877–1910) apareixien referides amb les sigles «GA»), però en edicions posteriors segueixen les indicacions del catàleg Köchel. Moltes d'elles no s'ha pogut establir que siguin composicions de Mozart.
- Simfonia K. 75 (GA 42: dubtosa) (1771)
- Simfonia K. 76/42a (GA 43: dubtosa) (1767)
- Simfonia K. 81/73l (GA 44: dubtosa) (1770)
- Simfonia K. 95/73n (GA 45: dubtosa) (1770)
- Simfonia K. 96/111b (GA 46: dubtosa) (1771)
- Simfonia K. 97/73m (GA 47: dubtosa) (1770)
- Simfonia K. 98/Anh.C 11.04 (GA 56: dubtosa) (1771?)
- Simfonia K. Anh. 214/45b (GA 55: dubtosa) (1768)
- Simfonia K. Anh. 216/74g/Anh.C 11.03 (GA 54: dubtosa) (1771)
- Simfonia «Old Lambach», K. Anh. 221/45a  ("núm. 7a") (1766)
- Simfonia K. Anh. 223/19a  (1765)
- Simfonia K. «Odense», K. Anh. 220/16a (dubtosa) (1765?)

### Simfonies de Salzburg (1771–1777)
Aquests simfonies de vegades se subdivideix en dos grups: les "primerenques" (1771-1773) i les "tardanes" (1773-1777); de vegades, també com a "germàniques" (amb minuet) o "italianes" (sense minuet). Cap d'elles es van imprimir en vida de Mozart. Encara que no es consideren com a simfonies els tres Divertimenti K. 136-138, que tenen 3 moviments a l'estil d'obertura italiana, de vegades se'ls denominen també «Simfonies de Salzburg».
- Simfonia núm. 14 en la major, K. 114 (1771)
- Simfonia núm. 15 en sol major, K. 124 (1772)
- Simfonia núm. 16 en do major, K. 128 (1772)
- Simfonia núm. 17 en sol major, K. 129 (1772)
- Simfonia núm. 18 en fa major, K. 130 (1772)
- Simfonia núm. 19 en mi♭ major, K. 132 (1772)
- Simfonia núm. 20 en re major, K. 133 (1772)
- Simfonia núm. 21 en la major, K. 134 (1772)
- Simfonia núm. 22 en do major, K. 162 (1773)
- Simfonia núm. 23 en re major, K. 181/162b (1773)
- Simfonia núm. 24 en si♭ major, K. 182/173dA (1773)
- Simfonia núm. 25 en sol menor, K. 183/173dB (1773)
- Simfonia núm. 26 en mi♭ major, K. 184/161a (1773)
- Simfonia núm. 27 en sol major, K. 199/161b (1773)
- Simfonia núm. 28 en do major, K. 200/189k (1774)
- Simfonia núm. 29 en la major, K. 201/186a (1774)
- Simfonia núm. 30 en re major, K. 202/186b (1774)

També hi ha diversos simfonies "no numerades" d'aquest període que fan ús de la música de les òperes de Mozart de la mateixa època. També se'ls dona un número més enllà del 41.
- Simfonia en re major, K. 111+(120/111a) («núm. 48») (1771)
- Simfonia en re major, K. (126+(161/163))/141a («núm. 50») (1772)
- Simfonia en re major, K. 196+(121/207a) («núm. 51») (1774-75)
- Simfonia en do major, K. 208+(102/213c) («núm. 52») (1775)
- Simfonia en re major, K. 135+61h (1772?)

Hi ha tres simfonies d'aquest període que es basen en tres serenates de Mozart.
- Simfonia en re major, K. 204 (basada en la Serenata núm. 5) (1775)
- Simfonia en re major, K. 250 (basada en la Serenata «Haffner») (1776)
- Simfonia en re major, K. 320 (basada en la Serenata «Posthorn») (1779)

### Darreres simfonies (1778–1788)
- Simfonia núm. 31 en re major, «París», K. 297/300a (1778)
- Simfonia núm. 32 en sol major, «Obertura a l'estil italià», K. 318 (1779)
- Simfonia núm. 33 en si♭ major, K. 319 (1779)
- Simfonia núm. 34 en do major, K. 338 (1780)
- Simfonia núm. 35 en re major, «Haffner», K. 385 (1782)
- Simfonia núm. 36 en do major, «Linz», K. 425 (1783)
- Simfonia núm. 37 en sol major, K. 444 (1783)[nota 4]
- Simfonia núm. 38 en re major, «Praga», K. 504 (1786)

Les tres darreres simfonies (núm. 39-41), compostes l'any 1788, foren acabades en uns tres mesos. És molt probable que Mozat esperava publicar les tres obres juntes, com una sola obra, encara que en realitat van romandre inèdites fins després de la seva mort. Un o potser dues de les simfonies podrien haver estat interpretades en públic a Leipzig el 1789.
- Simfonia núm. 39 en mi♭ major, K. 543 (1788)
- Simfonia núm. 40 en sol menor, K. 550 (1788)
- Simfonia núm. 41 en do major, «Júpiter», K. 551 (1788)

## Concerts

### Concerts per a piano
Els concerts per a piano i orquestra de Mozart estan numerats de l'1 al 27. Els primers quatre concerts, cronològicament, són les primeres obres. Els moviments d'aquests concerts són arranjaments de sonates per a teclat de diversos compositors contemporanis (Raupach, Honauer, Schobert, Eckart, C.P.E. Bach). També hi ha tres concerts sense numerar, K. 107, que són adaptacions de sonates per a piano per J.C. Bach. El Concert per a piano núm. 7 i Concert per a piano núm. 10 són composicions per a dos i tres pianos respectivament. Els altres vint-i-un concerts són composicions originals per a un piano i orquestra. D'ells, quinze foren escrits entre 1782 i 1786, mentre que en els últims cinc anys de vida de Mozart només va escriure dos concerts per a piano més.
- Concert per a piano núm. 1 en fa major, K. 37 (1767)
- Concert per a piano núm. 2 en si♭ major, K. 39 (1767)
- Concert per a piano núm. 3 en re major, K. 40 (1767)
- Concert per a piano núm. 4 en sol major, K. 41 (1767)
- Tres concerts per a piano en re major, sol major i mi♭ major, K. 107 (1771 o 1765)
- Concert per a piano núm. 5 en re major, K. 175 (1773)
- Concert per a piano núm. 6 en si♭ major, K. 238 (1776)
- Concert per a piano núm. 7 en fa major per a tres pianos, «Lodron», K. 242 (1776)
- Concert per a piano núm. 8 en do major, «Lützow», K. 246 (1776)
- Concert per a piano núm. 9 en mi♭ major, «Jeunehomme», K. 271 (1777)
- Concert per a piano núm. 10 en mi♭ major per a dos pianos, K. 365 (1779)
- Concert per a piano núm. 11 en fa major, K. 413/387a (1782-83)
- Concert per a piano núm. 12 en la major, K. 414/385p (1782)
- Concert per a piano núm. 13 en do major, K. 415/387b (1782-83)
- Concert per a piano núm. 14 en mi♭ major, K. 449 (1784)
- Concert per a piano núm. 15 en si♭ major, K. 450 (1784)
- Concert per a piano núm. 16 en re major, K. 451 (1784)
- Concert per a piano núm. 17 en sol major, K. 453 (1784)
- Concert per a piano núm. 18 en si♭ major, K. 456 (1784)
- Concert per a piano núm. 19 en fa major, K. 459 (1784)
- Concert per a piano núm. 20 en re menor, K. 466 (1785)
- Concert per a piano núm. 21 en do major, K. 467 (1785)
- Concert per a piano núm. 22 en mi♭ major, K. 482 (1785)
- Concert per a piano núm. 23 en la major, K. 488 (1786)
- Concert per a piano núm. 24 en do menor, K. 491 (1786)
- Concert per a piano núm. 25 en do major, K. 503 (1786)
- Concert per a piano núm. 26 en re major, «Coronació», K. 537 (1788)
- Concert per a piano núm. 27 en si♭ major, K. 595 (1791)
- Rondó per a piano i orquestra en re major, K. 382 (1782)
- Rondó per a piano i orquestra en la major, K. 386 (1782)

### Concerts per a violí
Al voltant de 1775 a Salzburg, Mozart va compondre cinc concerts per a violí, excepte el primer al voltant de 1773. Es caracteritzen per la bellesa de les seves melodies, l'exploració de les habilitats tècniques i expressives de l'instrument, encara que Mozart mai va arribar a explorar totes les possibilitats de violí com altres compositors posteriors com, per exemple, Beethoven o Brahms). Alfred Einstein assenyala que hi ha seccions de les serenates on s'exigeix més el virtuosisme al violí que en els concert per a violí.
- Concert per a violí núm. 1 en si♭ major, K. 207 (1773)
- Concert per a violí núm. 2 en re major, K. 211 (1775)
- Concert per a violí núm. 3 en sol major, «Straßburg», K. 216 (1775)
- Concert per a violí núm. 4 en re major, K. 218 (1775)
- Concert per a violí núm. 5 en la major, «Turkish», K. 219 (1775)

Mozart també va escriure un concertone per a dos violins i orquestra, un adagio i dos rondós independents per a violí i orquestra.
- Concertone per a dos violins i orquestra en do major, K. 190/186E (1774)
- Adagio per a violí i orquestra en mi major, K. 261 (1776)
- Rondó per a violí i orquestra en si bemoll major, K. 269 (entre 1775 i 1777)
- Rondó per a violí i orquestra en do major, K. 373 (1781)

Hi ha tres obres més que es consideren espúries.
- Concert per a violí en mi♭ major, K. 268 («núm. 6») (1780) (atribuït a Johann Friedrich Eck)[1]
- Concert per a violí en re major, «Kolb», K. 271a («núm. 7») (1777) (dubtós)
- Concert per a violí en re major, «Adélaïde», K. Anh. 294a (1933) (realment escrit per Marius Casadesus)

### Concert per a trompa
Es podria dir que els quatre concerts per a trompa de Mozart formen part del repertori de la majoria dels trompistes professionals. Van ser escrits per a un amic de tota la vida de Mozart, Joseph Leutgeb. Els concerts (especialment el quart) foren escrits com a obres per a virtuosos de l'instrument, i permeten al solista mostrar una varietat d'habilitats en la trompa sense vàlvules d'aquella època. El concerts per a trompa es caracteritzen per un diàleg elegant i humorístic entre el solista i l'orquestra. Molts dels autògrafs contenen bromes dirigides a Leutgeb, la persona al que li havia dedicat.
- Concert per a trompa núm. 1 en re major, K. 412 (1791, inacabat a la mort de Mozart)
- Concert per a trompa núm. 2 en mi♭ major, K. 417 (1783)
- Concert per a trompa núm. 3 en mi♭ major, K. 447 (c. 1784–87)
- Concert per a trompa núm. 4 en mi♭ major, K. 495 (1786)

### Concerts per ainstruments de vent de fusta
| K. 299 (3r moviment, Rondeau allegro)  |
|                                        |
| Concert per a flauta, arpa i orquestra |
|                                        |

- Concert per a fagot en si♭ major, K. 191 (1774)
- Concert per a flauta, arpa i orquestra en do major, K. 299 (1778)
- Concert per a oboè en do major, K. 314 (1777–78)[nota 5]
- Concert per a clarinet i orquestra en la major, K. 622 (1791)
- Concert per a flauta núm. 1 en sol major, K. 313 (1778)
- Concert per a flauta núm. 2 en re major, K. 314 (1778)[nota 6]
- Andante per a flauta i orquestra en do major, K. 315/285e (1778)

### Simfonies concertants
| K. 364 (3r moviment, Presto)                       |
|                                                    |
| Simfonia concertant per a violí, viola i orquestra |
|                                                    |

- Simfonia concertant per a violí, viola i orquestra en mi♭ major, K. 364 (1779)
- Simfonia concertant per a oboè, clarinet, trompa, fagot i orquestra en mi♭ major, K. 297b (Anh. 9, i posteriorment Anh. C 14.01) (1778)[nota 7]

Aquestes no foren els únics intents de Mozart amb aquest repertori; existeixen altres fragments compostos a la mateixa època, encara que no els va completar.
- Simfonia concertant per a violí, viola, violoncel i orquestra en la major, K. 320e (Anh. 104) (c. 1779, fragment)
- Simfonia concertant per a piano, violí i orquestra en re major, K. Anh. 56 (1778, fragment)

### Altres concerts
- Concert per a trompeta, K. 47c (1768, perdut)
- Concert per a violoncel, K.206a (1775, perdut)

## Música per a piano
Els primers intents de Mozart en la composició de música comencen amb sonates i altres peces per a piano, ja que aquest era l'instrument en què bàsicament rebé la seva formació musical. Gairebé tot el que es va escriure per a piano estava pensat per a ser interpretat per ell mateix (o per la seva germana, també un pianista competent). Exemples de les seves primeres obres són les que es troben al  Nannerl Notenbuch. Entre 1782 i 1786, va escriure vint obres per un a piano sol (incloent sonates, variacions, fantasies, suites, fugues, rondós) i obres per a dos pianos o piano a quatre mans.

### Obres per a piano sol

#### Sonates
- Sonata per a piano núm. 1 en do major, K. 279
- Sonata per a piano núm. 2 en fa major, K. 280 (1774)
- Sonata per a piano núm. 3 en si♭ major, K. 281 (1774)
- Sonata per a piano núm. 4 en mi♭ major, K. 282 (1774)
- Sonata per a piano núm. 5 en sol major, K. 283 (1774)
- Sonata per a piano núm. 6 en re major, K. 284 (1775)
- Sonata per a piano núm. 7 en do major, K. 309 (1777)
- Sonata per a piano núm. 8 en la menor, K. 310 (1778)
- Sonata per a piano núm. 9 en re major, K. 311 (1777)
- Sonata per a piano núm. 10 en do major, K. 330 (1783)
- Sonata per a piano núm. 11 en la major, «Alla turca», K. 331 (1783)
- Sonata per a piano núm. 12 en fa major, K. 332 (1783)
- Sonata per a piano núm. 13 en si♭ major, K. 333 (1783)
- Sonata per a piano núm. 14 en do menor, K. 457 (1784)
- Sonata per a piano núm. 15 en fa major, K. 533/494 (1788)
- Sonata per a piano núm. 16 en do major, «Sonata Facile», K. 545 (1788)
- Sonata per a piano núm. 17 en si♭ major, K. 570 (1789)
- Sonata per a piano núm. 18 en re major, K. 576 (1789)

#### Nannerl Notenbuch
- Nannerl Notenbuch

1. Andante en do, K. 1a
2. Allegro en do, K. 1b
3. Allegro en fa, K. 1c
4. Minuet en fa, K. 1d
5. Minuet en sol, K. 1e
6. Minuet en do, K. 1f
7. Minuet en fa, K. 2
8. Allegro en si♭, K. 3
9. Minuet en fa, K. 4
10. Minuet en fa, K. 5
11. Allegro en do, K. 5a
12. Andante en si♭, K. 5b

#### Altres peces per a piano
- Klavierstück en fa, K. 33b (1766)
- Fantasia núm. 1 i fuga en do major, K. 394 (1782)
- Fantasia núm. 2 en do menor, K. 396 (1782)
- Fantasia núm. 3 en re menor, K. 397 (1782)
- Fantasia núm. 4 en do menor, K. 475 (1785)
- Rondó núm. 1 en re major, K. 485
- Rondó núm. 2 en fa major, K. 494[nota 8]
- Rondó núm. 3 en la menor, K. 511
- Adagio per a piano en si menor, K. 540 (1788)
- Sonata per a piano en fa major, K. 547a (espúria) (1788)[nota 9]

#### Variacions
- Vuit variacions en sol major sobre la cançó neerlandesa «Laat ons Juichen, Batavieren!» de Christian Ernst Graf, K. 24
- Set variacions en re major sobre la cançó neerlandesa «Willem van Nassau», K. 25
- Sis variacions en fa major, K 54 (Anh 138a)
- Dotze variacions en do major sobre un minuet de Johann Christian Fischer, K 179
- Sis variacions en sol major sobre «Mio car Adone», K. 180[nota 10]
- Nou variacions en do major sobre «Lison dormait», K 264[nota 11]
- Dotze variacions en do major sobre la cançó francesa «Ah, vous dirai-je, Maman», K. 265
- Vuit variacions en fa major sobre «Dieu d'amour», K. 352[nota 12]
- Dotze variacions en mi♭ major sobre la cançó francesa «La belle Françoise», K. 353
- Dotze variacions en mi♭ major sobre «Je suis Lindor», K. 354[nota 13]
- Sis variacions en fa major sobre «Salve tu, Domine», K 398[nota 14]
- Deu variacions en sol major sobre «Unser dummer Pöbel meint», K 455[nota 15]
- Vuit variacions en la major sobre «Come un agnello», K 460[nota 16]
- Dotze variacions sobre un Allegretto en si major, K 500
- Nou variacions en re major sobre un minuet de Jean-Pierre Duport, K 573
- Vuit variacions en fa major sobre «Ein Weib ist das herrlichste Ding», K 613[nota 17]

#### Altres peces per a teclat
- Sketchbook londinenc, K. 15a - K. 15ss
- Allegro d'una sonata en sol menor, K. 312 (dubtosa)
- Minuet en re, K. 355
- Capriccio en do, K. 395
- Suite en do, K. 399[nota 18]
- Allegro en Si♭ (incompleta; completada per M. Stadler), K. 400
- Fuga en sol menor (incompleta), K. 401
- Marxa fúnebre en do menor, K. 453a
- Sonata per a piano en si♭ major, K. 498a (dubtosa)
- Eine Kleine Gigue en sol per a teclat, K. 574
- Andante en fa per a petit orgue mecànic, K. 616 (1791)

### Piano a quatre mans
- Sonata per a teclat a quatre mans en do major, K. 19d (dubtosa) (Londres, maig de 1765)
- Sonata per a teclat a quatre mans en re major, K. 381/123a
- Sonata per a teclat a quatre mans en si♭ major, K. 358/186c
- Sonata per a teclat a quatre mans en fa major, K. 497
- Sonata per a teclat a quatre mans en do major, K. 521
- Sonata per a teclat a quatre mans en sol major, K. 357 (incompleta)
- Fuga en sol menor, K. 401 (incompleta)
- Andante i variacions en sol major, K. 501
- Adagio i Allegro (Fantasia) en la menor, K. 594 (orgue, una transcripció)
- Fantasia en la menor, K. 608 (orgue, una transcripció)

### Dos pianos
- Sonata per a dos pianos en re major, K. 448/375a
- Fuga en do menor per a dos teclats, K. 426 (transcrita el 1788 per a corda com a K. 546)

## Música de cambra

### Música de cambra amb piano

#### Música per a violí
Va escriure força música per a piano i violí. Cal observar l'ordre dels dos instruments; en general, es tracta de sonates en les que el teclat n'és el protagonista i el violí hi té un paper més d'acompanyant. Però en les obres de maduresa, el paper del violí va anar més enllà de ser un suport per arribar a establir diàlegs amb el teclat.

##### Sonates per a violí

###### Sonates per a violí d'infantesa (1762–1766)
- Sonates per a violí núm. 1-4, K. 6–9 (1762-64)
  - Sonata per a violí núm. 1 en do per a teclat i violí, K. 6 (1762-64)
  - Sonata per a violí núm. 2 en re per a teclat i violí, K. 7 (1763-64)
  - Sonata per a violí núm. 3 en si♭ per a teclat i violí, K. 8 (1763-64)
  - Sonata per a violí núm. 4 en sol per a teclat i violí, K. 9 (1764)
- Sonates per a violí núm. 5-10, K. 10–15 (1764)
  - Sonata per a violí núm. 5 en si♭ per a teclat, violoncel i violí (o flauta), K. 10 (1764)
  - Sonata per a violí núm. 6 en sol per a teclat, violoncel i violí (o flauta), K. 11 (1764)
  - Sonata per a violí núm. 7 en La per a teclat, violoncel i violí (o flauta), K. 12 (1764)
  - Sonata per a violí núm. 8 en fa per a teclat, violoncel i violí (o flauta), K. 13 (1764)
  - Sonata per a violí núm. 9 en do per a teclat, violoncel i violí (o flauta), K. 14 (1764)
  - Sonata per a violí núm. 10 en si♭ per a teclat, violoncel i violí (o flauta), K. 15 (1764)
- Sonates per a violí núm. 11-16, K. 26-31 (1766)
  - Sonata per a violí núm. 11 en mi♭ per a teclat i violí, K. 26 (1766)
  - Sonata per a violí núm. 12 en sol per a teclat i violí, K. 27 (1766)
  - Sonata per a violí núm. 13 en do per a teclat i violí, K. 28 (1766)
  - Sonata per a violí núm. 14 en re per a teclat i violí, K. 29 (1766)
  - Sonata per a violí núm. 15 en fa per a teclat i violí, K. 30 (1766)
  - Sonata per a violí núm. 16 en si♭ per a teclat i violí, K. 31 (1766)

###### Sonates per a violí de maduresa (1778–1788)
D'aquest bloc de sonates, n'hi ha quatre (*) que Mozart va deixar incompletes: K. 402, K. 403, K. 404 i K. 372. Aquestes sonates foren completades per Maximilian Stadler, excepte K. 404.
- Sonata per a violí núm. 17 en do major, K. 296 (1778)
- Sonata per a violí núm. 18 en sol major, K. 301 (1778)
- Sonata per a violí núm. 19 en mi♭ major, K. 302 (1778)
- Sonata per a violí núm. 20 en do major, K. 303 (1778)
- Sonata per a violí núm. 21 en mi menor, K. 304 (1778)
- Sonata per a violí núm. 22 en la major, K. 305 (1778)
- Sonata per a violí núm. 23 en re major, K. 306 (1778)
- Sonata per a violí núm. 24 en fa major, K. 376 (1781)
- Sonata per a violí núm. 25 en fa major, K. 377 (1781)
- Sonata per a violí núm. 26 en si♭ major, K. 378 (1779)
- Sonata per a violí núm. 27 en sol major, K. 379 (1781)
- Sonata per a violí núm. 28 en mi♭ major, K. 380 (1781)
- Sonata per a violí núm. 29 en la major, K. 402 (1782) (*)
- Sonata per a violí núm. 30 en do major, K. 403 (1782) (*)
- Sonata per a violí núm. 31 en do major, K. 404 (1782) (*)
- Sonata per a violí núm. 32 en si♭ major, K. 454 (1784)
- Sonata per a violí núm. 33 en mi♭ major, K. 481 (1785)
- Sonata per a violí núm. 34 en si♭ major, K. 372 (1781) (*)
- Sonata per a violí núm. 35 en la major, K. 526 (1787)
- Sonata per a violí núm. 36 en fa major, K. 547 (1788)

##### Variacions per a violí i piano
- Doze variacions en sol major sobre «La bergere Celimene», K. 359 (1781)
- Sis variacions en sol menor sobre «Helas, j'ai perdu mon amant», K. 360 (1781)

#### Trios per a piano
- Divertiment a tres en si♭ per a piano, violí i violoncel, K. 254 (1776)
- Trio núm. 1 en sol per a piano, violí i violoncel, K. 496 (1786)
- Trio núm. 2 en si♭ per a piano, violí i violoncel, K. 502 (1786)
- Trio núm. 3 en mi per a piano, violí i violoncel, K. 542 (1788)
- Trio núm. 4 en do per a piano, violí i violoncel, K. 548 (1788)
- Trio núm. 5 en sol per a piano, violí i violoncel, K. 564 (1788)

#### Quartets per a piano
- Quartet per a piano, violí, viola, violoncel núm. 1 en sol menor, K. 478 (1785)
- Quartet per a piano, violí, viola, violoncel núm. 2 en mi♭ major, K. 493 (1786)

#### Altra música de cambra amb piano
- Quintet per a piano i vent (piano, oboè, clarinet, trompa, fagot) en mi♭ major, K. 452 (1784)
- Quintet per a piano i vent (piano, oboè, clarinet, corno di bassetto, fagot) en si♭ major, K. 452a (1784, fragment)
- Trio per a clarinet, viola i piano en mi♭ major, «Kegelstatt», K. 498 (1786)

### Música de cambra sense piano

#### Duos per a corda
- Duo per a violí i viola núm. 1 en sol major, K. 423 (1783)
- Duo per a violí i viola núm. 2 en si♭ major, K. 424 (1783)

#### Trios per a corda
- Trio per a dos violins i violoncel en si♭ major, K. 266 (1777)
- Trio per a violí, viola i violoncel núm. 1 en mi♭ major, K. 563 (1788)
- Trio per a violí, viola i violoncel núm. 2 en sol major, K. 562e (1788, fragment)[2]

A més a més, hi ha uns arranjaments, el Trio en sol major i el Trio en si♭ major, realitzats a partir dels duos K. 423 i K. 424

#### Quartets de corda
- Quartet de corda núm. 1 en sol major, «Lodi», K. 80/73f (1770)
- Quartets milanesos, K. 155–160 (1772–1773)[nota 20]
  - Quartet de corda núm. 2 en re major, K. 155/134a (1772)
  - Quartet de corda núm. 3 en sol major, K. 156/134b (1772)
  - Quartet de corda núm. 4 en do major, K. 157 (1772–73)
  - Quartet de corda núm. 5 en fa major, K. 158 (1772–73)
  - Quartet de corda núm. 6 en si♭ major, K. 159 (1773)
  - Quartet de corda núm. 7 en mi♭ major, K. 160/159a (1773)
- Quartets vienesos, K. 168–173 (1773)[nota 21]
  - Quartet de corda núm. 8 en fa major, K. 168 (1773)
  - Quartet de corda núm. 9 en la major, K. 169 (1773)
  - Quartet de corda núm. 10 en do major, K. 170 (1773)
  - Quartet de corda núm. 11 en mi♭ major, K. 171 (1773)
  - Quartet de corda núm. 12 en si♭ major, K. 172 (1773)
  - Quartet de corda núm. 13 en re menor, K. 173 (1773)
- Quartets «Haydn» K. 387, K. 421, K. 428, K. 458, K. 464, K. 465, Op. 10 (1782-1785)[nota 22]
  - Quartet de corda núm. 14 en sol major, «La primavera», K. 387 (1782)
  - Quartet de corda núm. 15 en re menor, K. 421/417b (1783)
  - Quartet de corda núm. 16 en mi♭ major, K. 428/421b (1783)
  - Quartet de corda núm. 17 en si♭ major, «La caça», K. 458 (1784)
  - Quartet de corda núm. 18 en la major, K. 464 (1785)
  - Quartet de corda núm. 19 en do major, «Les dissonàncies», K. 465 (1785)
- Quartet de corda núm. 20 en re major, «Hoffmeister», K. 499 (1786)[nota 23]
- Quartets prussians, K. 575, K. 589, K. 590 (1789–1790)
  - Quartet de corda núm. 21 en re major, K. 575 (1789)
  - Quartet de corda núm. 22 en si♭ major, K. 589 (1790)
  - Quartet de corda núm. 23 en fa major, K. 590 (1790)

#### Quintets de corda
Els quintets de corda (K. 174, K. 406, K. 515, K. 516, K. 593, K. 614), estan escrits per a dos violins, dues violes i violoncel. Charles Rosen escriu: "per consens general, el major assoliment de Mozart a la música de cambra és el grup dels quintets de corda amb dues violes."
- Quintet de corda núm. 1 en si♭ major, K. 174 (1773)
- Quintet de corda núm. 2 en do menor, K. 406 (516b) (1787)[nota 24]
- Quintet de corda núm. 3 en do major, K. 515 (1787)
- Quintet de corda núm. 4 en sol menor, K. 516 (1787)
- Quintet de corda núm. 5 en re major, K. 593 (1790)
- Quintet de corda núm. 6 en mi♭ major, K. 614 (1791)

#### Altra música de cambra sense piano
| K. 452 (3r moviment, Allegretto) |
|                                  |
| Quintet per a piano i vent       |
|                                  |

- Quartets per a flauta (1777-1787)
  - Quartet per a flauta, violí, viola, violoncel en re major, núm. 1, K. 285, (1777-78)
  - Quartet per a flauta, violí, viola, violoncel en sol major, núm. 2, K. 285a (1777-78)
  - Quartet per a flauta, violí, viola, violoncel en do major, núm. 3, K. Anh. 171/285b (1781-82)
  - Quartet per a flauta, violí, viola, violoncel en la major, núm. 4, K. 298 (1786-87)
- Sonata per a fagot i violoncel en si♭ major, K. 292 (1775)
- Quartet per a oboè (oboè, violí, viola, violoncel) en fa major, K. 370 (1781)
- Preludis i fugues per a violí, viola i violoncel, K. 404a (1782)
- Fugues per a dos violins, viola i violoncel, K 405 (1782)
- Quintet per a trompa (trompa, violí, dos violas i violoncel) en mi♭ major, K. 407 (1782)
- Adagio en fa major per a dues corni di bassetto i fagot, K. 410/484d (1785)
- Adagio en si♭ mayor per a dues clarinets i tres corni di bassetto, K. 411/484a (1785)
- Dotze duets per a dues trompes en do major, K. 487 (1786)[nota 25]
- Adagio i Fuga per dos violins, viola i violoncel en do menor, K. 546 (1788)[nota 26]
- Quintet per a clarinet (clarinet, dos violins, viola, violoncel) en la major, K. 581 (1789)
- Adagio i rondó per a harmònica de cristall, flauta, oboè, viola i violoncel, K. 617 (1791)
- Adagio per a harmònica de cristall en do major, K. 356/617a (1791)

## Serenates,divertimentii altres obres instrumentals
La producció de conjunts instrumentals inclou diversos divertimenti, notturni, serenates, cassacions, marxes i danses, a més, per descomptat, les simfonies. La producció de Mozart per orquestra està instrumentada per a conjunts de corda (com en els primers divertimenti K. 136-138), així com per a conjunts d'instruments de vent i variades combinacions de corda i vent.

### Serenates
- Serenata núm. 1 en re major, K. 100
- Serenata núm. 3 en re major, «Antretter», K. 185
- Serenata núm. 4 en re major, «Colloredo», K. 203
- Serenata núm. 5 en re major, K. 204
- Serenata núm. 6 en re major, «Serenata notturna», K. 239
- Serenata núm. 7 en re major, «Haffner», K. 250/248b
- Notturno en re per a quatre orquestres (Serenata núm. 8), K. 286 (1776–77)[nota 27]
- Serenata núm. 9 en re major, «Posthorn», K. 320
- Serenata núm. 10 per a 12 instruments de vent i contrabaix en si♭ major, «Gran Partita», K. 361
- Serenata núm. 11 per a vent en mi♭ major, K. 375
- Serenata núm. 12 per a vent en do menor, K. 388
- Serenata núm. 13 per a quartet de corda i baix en sol major, «Eine kleine Nachtmusik», K. 525

### Divertimenti
- Galimathias Musicum (Quodlibet), K. 32 (1766)
- Cassation en sol, K. 63 (1769)
- Cassation en si♭, K. 99 (1769)
- Divertimento en mi♭, K. 113 (1771)
- Divertimento en re, K. 131 (1772)
- Divertimento en re per a quartet de corda o orquestra de corda, K. 136/125a (1772)
- Divertimento en si♭ per a quartet de corda o orquestra de corda, K. 137/125b (1772)
- Divertimento en fa per a quartet de corda o orquestra de corda, K. 138/125c (1772)
- Divertimento en mi♭, K.166
- Divertimento en si♭, K.186
- Divertimento en re, K. 205 (1773)
- Divertimento en fa, K.213
- Divertimento en si♭, K.240
- Divertimento en fa, «Lodron núm. 1», K. 247 (1776)
- Divertimento en re, K. 251 (1776)
- Divertimento en mi♭, K.252
- Divertimento en fa, K.253
- Divertiment a tres per a piano, violí i violoncel en si♭, K. 254
- Divertimento en si♭, K.270
- Divertimento en si♭, «Lodron núm. 2», K. 287 (1777)
- Divertimento en re, K. 334 (1779–80)
- 25 peces (cinc divertimenti) per a tres corni di bassetto, K. 439b (K. Anh. 229)
- Divertimento per a dues trompes i corda, «Una broma musical», («Ein musikalischer Spaß»), K. 522
- Divertiment per a trio de corda en mi♭ major K. 563 (1788)

### Marxes
- Marxa en re major, K. 62 (Introducció a la Serenata K. 100, també usada a Mitridate, re di Ponto)
- Marxa en re major, K. 189 (probablement per obrir/tancar la Serenata K. 185)
- Marxa en do major, K. 214
- Marxa en re major, K. 215 (per obrir/tancar la Serenata K. 204)
- Marxa en re major, K. 237 (per obrir/tancar la Serenata K. 203)
- Marxa en fa major, K. 248 (per a usar amb el Divertimento, K. 247)
- Marxa en re major, K. 249 (per obrir/tancar la Serenata «Haffner», K. 250)
- Marxa en re major, K. 290
- Marxa en re major, K. 335, núm. 1 (probablement per obrir la Serenata «Posthorn», K. 320)
- Marxa en re major, K. 335, núm. 2 (probablement per tancar la Serenata «Posthorn», K. 320)
- Marxa en do major, K. 408, núm. 1
- Marxa en re major, K. 408, núm. 2
- Marxa en do major, K. 408, núm. 3
- Marxa en re major, K. 445 (per a usar amb el Divertimento, K. 334)

### Danses
Mozart va deixar una gran producció de danses per a orquestra que inclouen minuets (més de 100), contradanses i Allemande (Teitsch, Laendler, o danses alemanyes). En la seva producció de minuets Mozart, en general, seguí l'exemple de Haydn que preferia el caràcter lent de la dansa. Les danses alemanyes (56 danses entre 1787 i 1791) foren compostes principalment per balls públics de Viena. Pel que fa a les contradanses, també escrites principalment a Viena, apareixen alguns exemples de música programàtica com, per exemple, «Il Temporale» (K. 534), «La Bataille» (K. 535), «Canary» (K. 600/5), etc.
- Sis minuets, K. 61h
- Set minuets, K. 65a/61b
- Quatre contradanses, K. 101/250a
- Vint minuets, K. 103
- Sis minuets, K. 104/61e
- Sis minuets, K. 105/61f
- Minuet en mi♭, K. 122
- Contradansa en si♭, K. 123
- Sis minuets, K. 164
- Setze minuets, K. 176
- Quatre contradanses, K. 267/271c
- «Les petits riens» (Ballet), K. Anh. 10/299b
- Gavotte en si♭, K. 300
- Tres minuets, K. 363
- Música de ballet per a «Idomeneo», K. 367
- Minuet simfònic en do, K. 409
- Cinc minuets, K. 461
- Sis contradanses, K. 462/448b
- Dues quadrilles, K. 463/448c
- Sis danses alemanyes, K. 509
- Contradansa en re, «Das Donnerwetter», K. 534
- Contradansa en do, «La Bataille», K. 535
- Sis danses alemanyes, K. 536
- Dues contradanses, K. 565
- Sis danses alemanyes, K. 567
- Dotze minuets, K. 568
- Sis danses alemanyes, K. 571
- Dotze minuets, K. 585
- Dotze danses alemanyes, K. 586
- Contradansa en do, «Der Sieg vom Helden Koburg», K. 587
- Sis minuets, K. 599
- Sis danses alemanyes, K. 600
- Quatre minuets, K. 601
- Quatre danses alemanyes, K. 602
- Dues contradanses, K. 603
- Dos minuets, K. 604
- Tres danses alemanyes, K. 605
- Sis danses alemanyes, K. 606
- Contradansa en mi♭, «Il trionfo delle donne», K. 607
- Cinc contradanses, K. 609
- Contradansa en sol, K. 610
- Dansa alemanya en do, «Die Leyerer», K. 611

## Música sacra
La música sacra de Mozart és principalment vocal, encara que també existeixen exemples instrumentals, com les disset Sonate da chiesa, compostes entre 1772 i 1780. La seva música sacra presenta un ric mosaic estilístic: elements corals gregorians amb un rigorós contrapunt i, fins i tot, elements operístics. La unitat estilística i la consistència està present en tota la seva música sacra. També hi ha inclòs en aquest gènere obres de caràcter litúrgic com les compostes per la lògia maçònica; per exemple, la Kleine Freimaurer-Kantate (Petita cantata maçònica), K. 623, i la Maurerische Trauermusik (Música per a un funeral maçònic), K. 477.

### Misses
- Missa brevis en sol major, K. 49
- Missa brevis en re menor, K. 65
- Missa solemnis en do major "Dominicus", «Dominicusmesse», K. 66
- Missa solemnis en do menor, «Waisenhausmesse», K. 139
- Missa brevis en sol major, K. 140[nota 28]
- Missa brevis en fa major, K. 192
- Missa en honorem Sanctissimae Trinitatis, K. 167
- Missa brevis en re major, K. 194
- Missa dels pardals, en do major, «Spatzenmesse», K. 220
- Missa brevis núm. 11 en do major, «Credomesse», K. 257
- Missa brevis en do major, «Piccolomini», K. 258
- Missa brevis en do major, "Solo d'orgue", «Orgelsolomesse», K. 259
- Missa longa en do major, K. 262
- Missa brevis en si♭ major, K. 275
- Missa de la Coronació, «Krönungsmesse», K. 317
- Missa solemnis, «Missa aulica», K. 337
- Gran missa en do menor, K. 427[nota 29]
- Missa de rèquiem en re menor, K. 626[nota 30]

### Més música sacra
Altre tipus de música sacra de Mozart inclou:
- God is Our Refuge, K. 20
- Kyrie en fa major, K. 33
- «Scande Coeli Limina» en do, K. 34
- Grabmusik, K. 42
- Miserere en la menor, K. 85
- Kyrie en sol major per a cinc sopranos, K. 89/73k
- Kyrie en re menor per a soprano, alto, tenor, baix i orgue, K. 90 (autoria dubtosa)
- Kyrie en re major per a soprano, alto, tenor, baix, cordes i orgue, K. 91 (originalment de J. A. Reutter, acabat per Franz Xaver Süssmayr)
- Te Deum, K. 141
- Exsultate, jubilate, K. 165
- Kyrie en re menor, K. 341
- Davide penitente, K. 469
- Ave verum corpus, K. 618

Tres Regina coeli (himne marià):
- «Regina Coeli» per a soprano, cor i orquestra, K. 108
- «Regina Coeli» per a soprano, cor i orquestra, K. 127
- «Regina Coeli» per a solistes, cor i orquestra, K. 276

Dos serveis de vespres:
- Vesperae de Dominica en do, K. 321
- Vesperae solennes de confessore en do, K. 339

Quatre lletanies:
- Litaniae Lauretanae, K. 109/74e
- Litaniae de venerabili altaris Sacramento, K. 125
- Litaniae Lauretanae, K. 195/186d
- Litaniae de venerabili altaris Sacramento, K. 243

A més, cal afegir nombrosos ofertoris, salms, motets, i altres parts de la missa.

### Sonates d'església
- Sonata d'església núm. 1 en mi♭, K. 67/41h (1772)
- Sonata d'església núm. 2 en si♭, K. 68/41i (1772)
- Sonata d'església núm. 3 en re, K. 69/41k (1772)
- Sonata d'església núm. 4 en re, K. 144/124a (1774)
- Sonata d'església núm. 5 en fa, K. 145/124b (1774)
- Sonata d'església núm. 6 en si♭, K. 212 (1775)
- Sonata d'església núm. 7 en fa, K. 224/241a (1776)
- Sonata d'església núm. 8 en la, K. 225/241b (1776)
- Sonata d'església núm. 9 en sol, K. 241 (1776)
- Sonata d'església núm. 10 en fa, K. 244 (1776)
- Sonata d'església núm. 11 en re, K. 245 (1776)
- Sonata d'església núm. 12 en do, K. 263 (1776)
- Sonata d'església núm. 13 en sol, K. 274/271d (1777)
- Sonata d'església núm. 14 en do, K. 278/271e (1777)
- Sonata d'església núm. 15 en do, K. 328/317c (1779)
- Sonata d'església núm. 16 en do, K. 329/317a (1779)
- Sonata d'església núm. 17 en do, K. 336/336d (1780)

## Música per a orgue
- Fuga en mi♭ major, K. 153 (375f) (1782) (incompleta)
- Fuga en sol menor, K. 154 (385k) (1782) (incompleta)
- Ouverture en do major, K. 399 (385i) (1782)
- Fuga en sol menor, K. 401 (375e) (1782) (incompleta)
- Eine kleine Gigue, K. 574 (1789)
- Adagio i Allegro en la menor per a un orgue mecànic, K. 594 (1790)
- Fantasia en fa menor per a un orgue mecànic, K. 608 (1791)
- Andante en fa per a un petit orgue mecànic, K. 616 (1791)

## Òperes
- Die Schuldigkeit des ersten Gebots, un singspiel sacre, K. 35 (1767) (Només la primera part)
- Apollo et Hyacinthus, K. 38 (1767) sobre l'obra Les Metamorfosis de Ovidi
- Bastien und Bastienne, K. 50=46b (1768) sobre l'obra Les amours de Bastien und Bastienne de Marie-Justine-Benoîte Favart i Harny de Guerville
- La finta semplice, K. 51 (1769)
- Mitridate, re di Ponto, K. 87 (1770) sobre l'obra Mithridate de Jean Racine
- Ascanio in Alba, K. 111 (1771)
- Betulia liberata, un oratori, K. 118/74c (1771) sobre l'obra Llibre de Judit
- Il sogno di Scipione, K. 126 (1772) sobre l'obra Somnium Scipionis de Ciceró
- Lucio Silla, K. 135 (1772)
- Thamos, König en Ägypten (1773, 1779)
- La finta giardiniera, K. 196 (1775)
- Il re pastore, K. 208 (1775) sobre l'obra Aminta de Torquato Tasso
- Zaide, K. 344 (1779-80)
- Idomeneo, K. 366 (1781) sobre l'obra Idoménée d'Antoine Danchet
- Die Entführung aus dem Serail, K. 384 (1782) sobre l'obra Belmont und Constanze, oder Die Entführung aus dem Serail de Christoph Friedrich Bretzner
- L'oca del Cairo, K. 422 (1783)
- Lo sposo deluso, K. 430 (1783)
- Der Schauspieldirektor, K. 486 (1786)
- Le nozze di Figaro, K. 492 (1786) sobre l'obra de Le mariage de Figaro ou la folle journée de Pierre-Augustin Caron de Beaumarchais
- Don Giovanni, K. 527 (1787) sobre l'obra Don Giovanni Tenorio, o sia Il convitato di pietra de Giovanni Bertati
- Così fan tutte, K. 588 (1790) sobre les obres Les Metamorfosis de Ovidi i La grotta di Trofonio de Giovanni Battista Casti
- Die Zauberflöte, K. 620 (1791) sobre les obres Lulu, oder die Zauberflöte d'A.J. Liebeskind i Sethos de Jean Terrasson
- La clemenza di Tito, K. 621 (1791) sobre l'obra Vides dels dotze cèsars de Suetoni

## Àries de concert, cançons i cànons
Per completar aquest llistat d'obres de Mozart faltaria afegir les àries de concert (36 per a soprano, 1 per a contralt, 10 per a tenor, 9 per a baix i 16 per a grup vocal), les cançons (32) i els cànons (38).

## Música maçònica
- Gesellenreise, KV 468, lied «per a ús en el nomenament de nous oficials», març de 1785.
- Die Maurerfreude (L'alegria de l'maçó), KV 471, cantata per tenor, cor masculí i orquestra estrenada el 24 d'abril de 1785.
- Maurerische Trauermusik (Música fúnebre maçònica), KV 477/479, no posterior a novembre de 1785.
- Dues cançons, KV 483 i KV 484, per celebrar la inauguració de Zur Neugekrönten Hoffnung; 14 de gener de 1786.
- Kleine Deutsche Kantate (Petita cantata alemanya) titulada Die ihr die unermesslichen Weltalls Schöpfer ehrt, per a tenor i piano, KV 619 (1791).
- Kleine Freimaurer-Kantate (Petita cantata maçònica) titulada Laut verkünde unsre Freude, per solistes, cor masculí i orquestra, KV 623, estrenada sota la direcció del compositor el 18 de novembre de 1791.

## Arranjaments d'obres deHändel
- Acis und Galatea, K. 566 (1788)
- Der Messias, K. 572 (1789)
- Das Alexander-Fest, K. 591 (1790)
- Ode auf St. Caecilia, K. 592 (1790)